# Iry-Hor
Iry-Hor là vua Ai Cập, cai trị vào thế kỷ 32 TCN thay nhà vua Scorpion I, thuộc thời kỳ Tiền triều đại.

## Tên gọi
Tên của ông vua này do nhà Ai Cập học Flinders Petrie đặt khi ông phát hiện ngôi mộ của vị vua này vào cuối thế kỷ 19; nhưng đến hiện nay vẫn còn gây tranh cãi: Trên phiên đá khắc tên ông lên biểu tượng chim ưng - khiến nhiều người suy đoán tên ông nghĩa là "con của thần Horus": Ludwig D. Morenz đề xuất rằng, tên vị vua này nghĩa là "miệng của Horus", và cuộc khảo cổ năm 2012 gần đây khẳng định, Iry-Hor là vua của tiền Ai Cập.

## Trị vì
Ông có thể đã lên ngôi vào khoảng đầu thế kỷ 32 TCN. các bằng chứng khảo cổ cho thấy, ông có thể cai trị từ Nekhen qua vùng Abydos và Thinite rộng hơn và kiểm soát Ai Cập ít nhất là xa về phía bắc như Memphis, kể từ khi các dòng chữ đá Sinai liên quan một chuyến viếng thăm của Iry-Hor đến thành phố này. Các nhà Ai Cập học Tallet và Laisney cũng nhận định, Iry-Hor có thể cũng đã kiểm soát phần lớn đồng bằng sông Nile.

## Lăng mộ
Ông băng hà và được chôn tại nghĩa trang hoàng gia Umm el-Qa'ab. Ở Abydos, người ta tìm thấy 22 lọ khắc chữ và 5 mảnh giấy có mực. Ngoài ra, James E. Quibell và Petrie vào năm 1900, trong khi khai quật tại di tích Hierakonpolis đã thấy nhiều phiến đá khắc tên ông. Ở Sinai, người ta tìm ra phiến đá khắc dòng chữ tên Iry-Hor trên chiếc thuyền, bên cạnh đó là từ Ineb-hedj nghĩa là "bức tường màu trắng", tên cổ xưa của Memphis.
Sau khi ông qua đời, hoàng thân là Pharaon Ka kế vị.